# 東京女子医科大学東洋医学研究所
東京女子医科大学東洋医学研究所（とうきょうじょしいかだいがくとうよういがくけんきゅうじょ）は、東京都新宿区河田町にある東洋医学の研究を専門とした東京女子医科大学の研究所である。

## 概要
東洋医学と西洋医学を併用し、学内の他の付属施設と連携した医療施設である。

## 沿革
- 1992年（平成04年）3月 - 新宿NSビル内に開所。
- 2007年（平成17年） - JR東日本 山手線・京浜東北線 田端駅前に移転。
- 2019年（令和元年） - 東京女子医科大学病院敷地内の新宿区河田町に移転。